# Pseudopallene ambigua
Pseudopallene ambigua là một loài nhện biển trong họ Callipallenidae. Loài này thuộc chi Pseudopallene. Pseudopallene ambigua được miêu tả khoa học năm 1956 bởi Stock.

## Hình ảnh

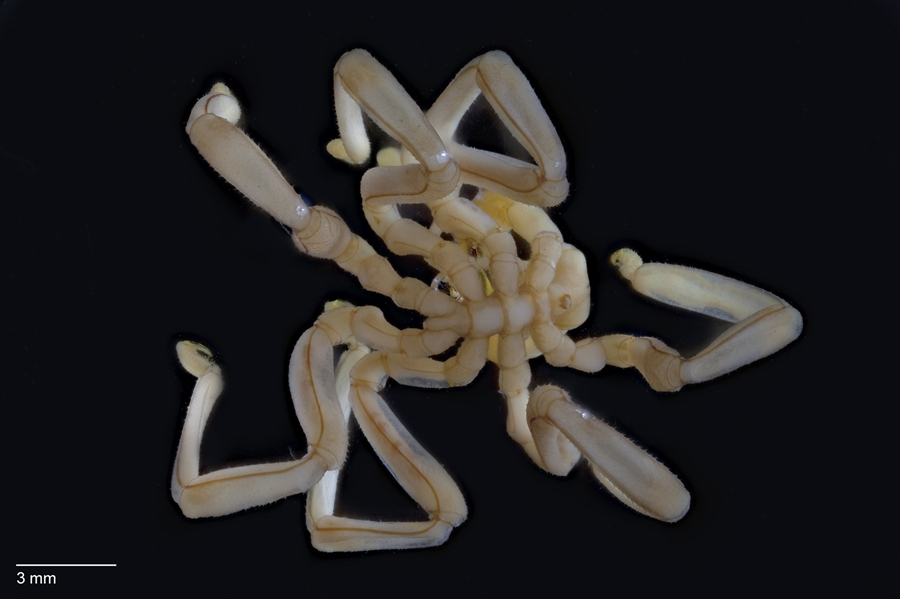